# Hypophysite lymphocytaire
L'hypophysite lymphocytaire est un diagnostic differentiel du syndrome de sheehan caractérisé lui aussi par une absence de montée laiteuse lors du post partum.